# فيكتور بالومو
فيكتور بالومو (بالإسبانية: Víctor Palomo)‏ كان متسابق دراجات نارية إسباني فاز ببطولة سباق الجائزة الكبرى للدراجات النارية. نافس في سباقات بطولة العالم لفئة 500 سي سي ولفئة 350 سي سي ولفئة 250 سي سي ولفئة 50 سي سي.

## روابط خارجية
- فيكتور بالومو على موقع MotoGP.com (الإنجليزية)
- فيكتور بالومو على موقع أوليمبيديا (الإنجليزية)